# Segunda División 1939-1940 (Spagna)
L'edizione 1939-40 della Segunda División fu il nono campionato di calcio spagnolo di seconda divisione, il primo dopo la guerra civile. Il campionato vide la partecipazione promozionale di 40 squadre tra cui quella di Tangeri, città marocchina annessa nell'ambito dell'avvicinamento politico di Franco all'Asse. Il torneo fu diviso in 5 gruppi e le prime di ogni gruppo avrebbero poi preso parte ai playoff i quali promossero una sola squadra alla Primera División mentre la seconda avrebbe disputato un playoff a gara unica con una squadra di Primera División. Le retrocessioni furono decise dalla Federazione.

## Gruppo I
|  |    | Gruppo I              | Pt | G  | V  | N | P  | GF | GS | DR  |
|  | -- | --------------------- | -- | -- | -- | - | -- | -- | -- | --- |
|  | 1. | Deportivo La Coruña   | 22 | 14 | 10 | 2 | 2  | 38 | 10 | +28 |
|  | 2. | Racing Ferrol         | 21 | 14 | 8  | 5 | 1  | 40 | 15 | +25 |
|  | 3. | Sporting Gijón        | 17 | 14 | 7  | 3 | 4  | 28 | 17 | +11 |
|  | 4. | RD Oriamendi          | 16 | 14 | 7  | 2 | 5  | 30 | 29 | +1  |
|  | 5. | Salamanca UDS         | 12 | 14 | 4  | 4 | 6  | 25 | 36 | -11 |
|  | 6. | Real Valladolid       | 8  | 14 | 4  | 0 | 10 | 24 | 35 | -11 |
|  | 7. | Stadium Avilés        | 8  | 14 | 3  | 2 | 9  | 20 | 40 | -20 |
|  | 8. | Deportivo Torrelavega | 8  | 14 | 3  | 2 | 9  | 16 | 39 | -23 |

## Gruppo II
|  |    | Gruppo II    | Pt | G  | V  | N | P  | GF | GS | DR  |
|  | -- | ------------ | -- | -- | -- | - | -- | -- | -- | --- |
|  | 1. | Donostia     | 25 | 14 | 12 | 1 | 1  | 53 | 11 | +42 |
|  | 2. | Osasuna      | 21 | 14 | 10 | 1 | 3  | 34 | 11 | +23 |
|  | 3. | Unión Irun   | 14 | 14 | 6  | 2 | 6  | 24 | 32 | -8  |
|  | 4. | Sestao Sport | 13 | 14 | 4  | 5 | 5  | 27 | 31 | -4  |
|  | 5. | Barakaldo    | 12 | 14 | 4  | 4 | 6  | 19 | 25 | -6  |
|  | 6. | Erandio      | 11 | 14 | 5  | 1 | 8  | 24 | 30 | -6  |
|  | 7. | Arenas Getxo | 9  | 14 | 4  | 1 | 9  | 25 | 44 | -19 |
|  | 8. | Alavés       | 7  | 14 | 3  | 1 | 10 | 15 | 37 | -22 |

## Gruppo III
|  |    | Gruppo III | Pt | G  | V | N | P  | GF | GS | DR  |
|  | -- | ---------- | -- | -- | - | - | -- | -- | -- | --- |
|  | 1. | Levante    | 20 | 14 | 9 | 2 | 3  | 33 | 19 | +14 |
|  | 2. | Sabadell   | 16 | 14 | 7 | 2 | 5  | 27 | 23 | +5  |
|  | 3. | Girona     | 15 | 14 | 6 | 3 | 5  | 27 | 24 | +15 |
|  | 4. | Castellón  | 14 | 14 | 7 | 0 | 7  | 26 | 23 | +3  |
|  | 5. | Constància | 14 | 14 | 6 | 2 | 6  | 22 | 29 | -7  |
|  | 6. | Granollers | 14 | 14 | 6 | 2 | 6  | 31 | 29 | +2  |
|  | 7. | Maiorca    | 13 | 14 | 5 | 3 | 6  | 32 | 27 | +5  |
|  | 8. | Badalona   | 6  | 14 | 3 | 0 | 11 | 25 | 49 | -24 |

## Gruppo IV
|  |    | Gruppo IV       | Pt | G  | V  | N | P | GF | GS | DR  |
|  | -- | --------------- | -- | -- | -- | - | - | -- | -- | --- |
|  | 1. | Murcia FC       | 22 | 14 | 11 | 0 | 3 | 38 | 16 | +22 |
|  | 2. | Ferroviaria     | 20 | 14 | 10 | 0 | 4 | 41 | 24 | +17 |
|  | 3. | Alicante        | 14 | 14 | 6  | 2 | 6 | 27 | 33 | -6  |
|  | 4. | Imperio Madrid  | 14 | 14 | 6  | 2 | 6 | 32 | 33 | -1  |
|  | 5. | Cartagena FC    | 13 | 14 | 5  | 3 | 6 | 17 | 26 | -9  |
|  | 6. | Burjassot       | 12 | 14 | 5  | 2 | 7 | 38 | 35 | +3  |
|  | 7. | Elche           | 9  | 14 | 3  | 3 | 8 | 20 | 30 | -10 |
|  | 8. | Imperial Murcia | 8  | 14 | 3  | 2 | 9 | 20 | 38 | -18 |

## Gruppo V
|  |    | Gruppo V      | Pt | G  | V  | N | P  | GF | GS | DR  |
|  | -- | ------------- | -- | -- | -- | - | -- | -- | -- | --- |
|  | 1. | Cadice        | 23 | 14 | 11 | 1 | 2  | 40 | 15 | +25 |
|  | 2. | Granada       | 22 | 14 | 9  | 4 | 1  | 36 | 16 | +20 |
|  | 3. | Malacitano    | 20 | 14 | 9  | 2 | 3  | 36 | 19 | +17 |
|  | 4. | Córdoba       | 14 | 14 | 6  | 2 | 6  | 33 | 35 | -2  |
|  | 5. | Xerez FC      | 14 | 14 | 5  | 4 | 5  | 21 | 23 | -2  |
|  | 6. | Onuba         | 9  | 14 | 3  | 3 | 8  | 29 | 43 | -14 |
|  | 7. | Ceuta         | 9  | 14 | 4  | 1 | 9  | 19 | 33 | -14 |
|  | 8. | EHA de Tánger | 1  | 14 | 0  | 1 | 13 | 15 | 45 | -30 |

## Playoff promozione
|  |    | Gruppo Promozione   | Pt | G | V | N | P | GF | GS | DR |
|  | -- | ------------------- | -- | - | - | - | - | -- | -- | -- |
|  | 1. | Murcia FC           | 9  | 8 | 4 | 1 | 3 | 15 | 16 | -1 |
|  | 2. | Deportivo La Coruña | 9  | 8 | 4 | 1 | 3 | 15 | 11 | +4 |
|  | 3. | Cadice              | 9  | 8 | 3 | 3 | 2 | 16 | 13 | +3 |
|  | 4. | Levante             | 8  | 8 | 3 | 2 | 3 | 13 | 14 | -1 |
|  | 5. | Donostia            | 5  | 8 | 2 | 1 | 5 | 12 | 17 | -5 |

### Playoff
|            | Madrid |                     |
| ---------- | ------ | ------------------- |
| Celta Vigo | 1-0    | Deportivo La Coruña |

## Verdetti
- Murcia FC promosso in Primera División spagnola 1940-1941.
- RD Oriamendi,  Deportivo Torrelavega,  Sestao Sport,  Erandio,  Alavés,  Constància,  Granollers,  Maiorca,  Ferroviaria,  Alicante,  Imperio Madrid,  Burjassot,  Elche,  Imperial Murcia,  Onuba,  Ceuta  e  EHA de Tánger retrocesse in Tercera División.